# Inostrancevia
Inostrancevia foi um terápsida Gorgonopsídeo ("cara de Gorgon") encontrado no rio Duína do Norte próximo de Arcangel na Rússia. Esse animal viveu há 245 milhões de anos e tinha um comprimento de pouco mais de 4 metros e um crânio de 45 centímetros. A maior parte do espécime (Inostrancevia alexandri) foi encontrado, exceto algumas costelas e vértebras menores.
Este animal era o maior membro dos gorgonopsianos, um grupo de sinapsidios carnívoros, ancestrais dos mamíferos (Therapsida), com dentes alongados semelhantes aos caninos dos tigres-dente-de-sabre que existiram durante a Idade do Gelo. Os dentes frontais (incisivos) estavam disposto em arco de modo a suportar os caninos quando este agarrava e arrancava a carne. O Inostrancevia tinha uma mandíbula flexível e conseguia abrir a boca num ângulo alargado, semelhante ao do tigre-dentes-de-sabre.

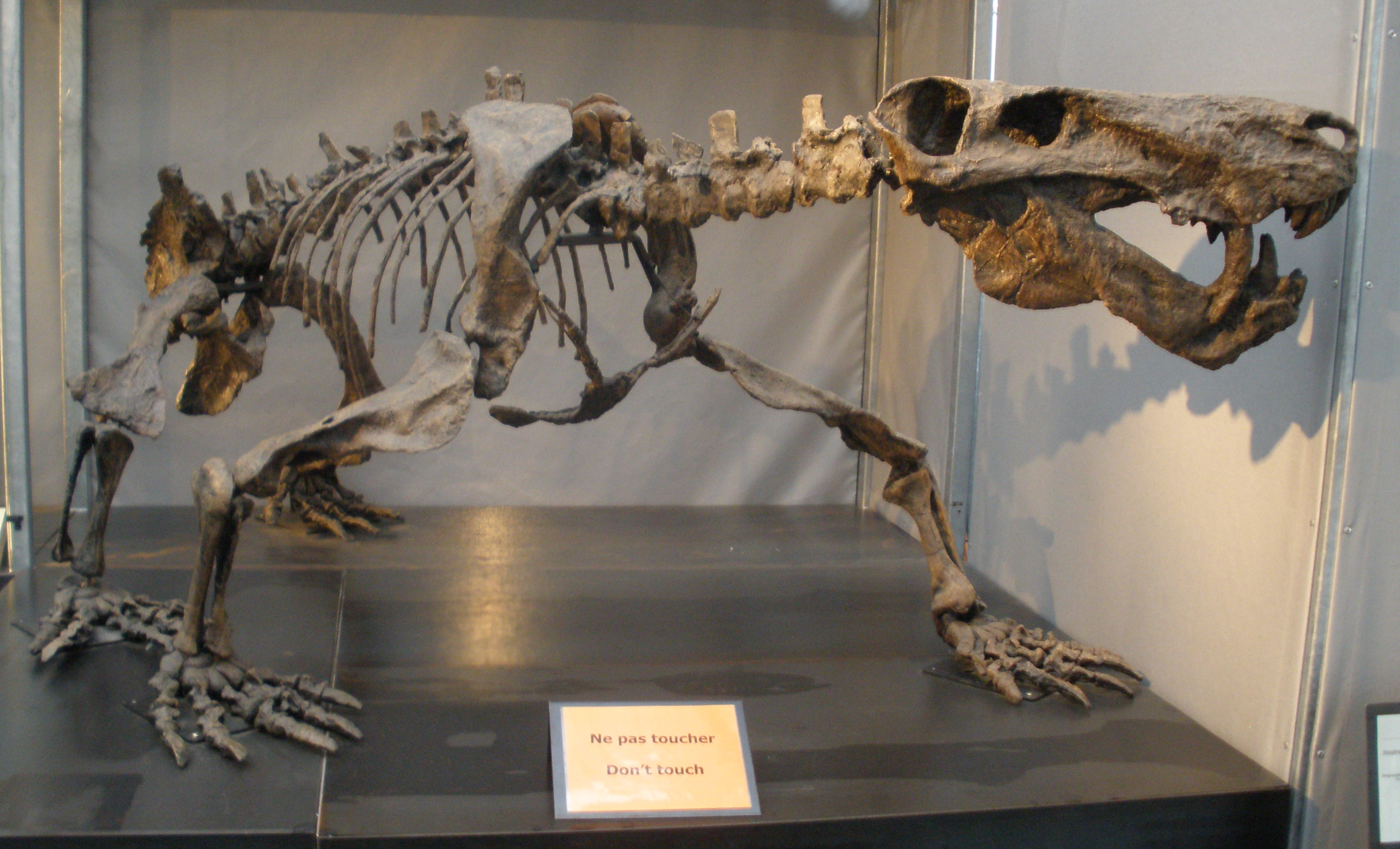
Esqueleto dum Inostrancevia

## Espécies
- Inostrancevia alexandri
- Inostrancevia latifrons
- Inostrancevia uralensis
- Inostrancevia vladimiri